# Jef Spijkers
Josephus Hendricus Cornelis (Jef) Spijkers (Tilburg, 1 oktober 1904 - Utrecht, 24 januari 1950) was een Nederlands politicus.
Spijkers was lid van de tienkoppige CPN-Tweede Kamerfractie in 1946. Hij was afkomstig uit een textielarbeidersgezin en zelf eveneens in die sector werkzaam. Hij voerde slechts eenmaal het woord, over een waterstaatkundig onderwerp.
- Biografisch Portaal: 88227187
- Parlement.com: vg09ll96hazq